# Les Filles électriques
 (octobre 2021).
Si vous disposez d'ouvrages ou d'articles de référence ou si vous connaissez des sites web de qualité traitant du thème abordé ici, merci de compléter l'article en donnant les références utiles à sa vérifiabilité et en les liant à la section « Notes et références ».
Ne doit pas être confondu avec Les Filles électriques (bande dessinée).
Fondée en 2001 et dirigée par D. Kimm, Les Filles électriques (LFÉ) est une compagnie interdisciplinaire vouée à la création d’événements faisant interagir la poésie, la performance, la musique et les arts numériques. Elle produit et diffuse des spectacles, des installations performatives, des disques et des courts métrages ainsi que le festival interdisciplinaire Phénomena (ex Festival Voix d'Amériques), voué à l’expérimentation et à la prise de risque. 
Le travail des Filles électriques a été reconnu par le Conseil des Arts du Canada, le Conseil des arts et des lettres du Québec et le Conseil des arts de Montréal. La compagnie a été en nomination à deux reprises au Grand Prix du Conseil des arts de Montréal.

## Réalisations
Depuis sa création en 2001, la compagnie a notamment :
- présenté le duo Mankind (D. Kimm et Alexis O'Hara) dans différents festivals au Québec: Festival international de musique actuelle de Victoriaville (FIMAV), Edgy Women, Suoni Per Il Popolo; ainsi qu’à l’étranger : Poesie Berlin Festival (Allemagne), Donau Festival (en) (Autriche), Musique Action (France), Howl (États-Unis)

- présenté le spectacle La Salle des pas perdus au Poesie Berlin Festival à Berlin, à Ex-Centris à Montréal et au FIMAV à Victoriaville

- présenté les courts métrages En attendant Corto Maltese, Si tu veux me garder, tu dois t’éloigner, Qui est là? et Mlle Clara, dompteuse de lapins au Festival du nouveau cinéma et aux Rendez-vous du cinéma québécois

- présenté le spectacle interdisciplinaire La Mariée perpétuelle au OFFTA, à Banff, en tournée dans les Maisons de la culture à Montréal et dans quatre villes en Espagne

- présenté les deux spectacles du collectif Brahmine au OFFTA et au FVA

- présenté le groupe Erlenmeyer dans différents festivals (Francofolies, Festival International de Littérature, Marché de la poésie de Montréal)

- produit le CD Ice Machine du duo Mankind (étiquette Ambiances Magnétique (en))

- produit le CD Le Silence des hommes ainsi que les spectacles

- produit le CD et les spectacles du Band de poètes

- produit le DVD Écrits et chuchotements / Page vs Stage présentant le travail d’une quinzaine d’artistes de spoken word montréalais

- signé une première édition du Festival Phénomena

- signé 10 éditions du Festival Voix d'Amériques qui a produit plus de 160 spectacles et accueilli plus de 600 artistes différents

La compagnie effectue un tournant majeur en 2012 en modifiant le nom et le mandat du Festival Voix d'Amériques (FVA) qui devient le Festival Phénomena. 
En plus de ses productions artistiques, la compagnie a mis à profit son expertise et son réseau pour donner place à des voix différentes ou traditionnellement exclues. De 2006 à 2011, LFÉ a poursuivi une mission sociale auprès de femmes en difficulté, itinérantes ou judiciarisées. Quatre livres ont été publiés en collaboration avec des maisons d’hébergement: Écrire et sans pitié (éditions du Passage/l’Arrêt-Source, 2006), l’ABCd’art de La rue des Femmes (Remue-ménage, 2007), Passagères - Voix de changement (livre-disque, Planète rebelle, 2010) et Temps d’agir (livre-disque, Planète rebelle, 2011) en collaboration avec la Société Élizabeth Fry et Engrenage Noir / LEVIER. 

## Prix et récompenses
- 2010 : Finaliste au Grand Prix du Conseil des arts de Montréal[1].

- 2005 : Finaliste au Grand Prix du Conseil des arts de Montréal